# غاستون باشلار
غاستون باشلار (27 يونيو 1884 - 16 أكتوبر 1962)، فيلسوف فرنسي. وأحد أهم الفلاسفة الفرنسيين، وهناك من يقول أنه أعظم فيلسوف ظاهري، وربما أكثرهم عصرية أيضًا، فقد كرّس جزئاً كبيرًا من حياته وعمله لفلسفة العلوم، وقدّم أفكارًا متميزة في مجال الابستمولوجيا، حيث تمثل مفاهيمه في العقبة المعرفية والقطيعة المعرفية والجدلية المعرفية والتاريخ التراجعي؛ مساهمات لا يمكن تجاوزها بل تركت آثارها واضحة في فلسفة معاصريه ومن جاء بعده.
ترجمت أغلب مؤلفاته إلى العربية وغيرها من الكتب والتي يقارب عددها ثلاثة عشر كتابًا، وقد برز كواحد من أهم وأشهر المتخصصين بفلسفة العلوم، حيث درس بعمق الوسائل التي يحصل بها الإنسان على المعرفة العلمية عن طريق العقل، ولكنه فاجئ الجميع عندما ظهر كتابه (التحليل النفسي للنار) حيث تحول تمامًا من منهجه المعروف في فلسفة العلم إلى موضوع جديد حتى في مجال التحليل النفسي، حيث الإنسان هو ميدان التحليل النفسي للمادة، ربما من المفيد معرفة شيء عن ظاهرية باشلار قبل الدخول إلى هذا الموضوع.

## ظاهرية باشلار والتحول من فلسفة العلوم إلى فلسفة الجمال والفن
إن الفكرة الرئيسة في الظاهراتية Phenomenology كما أوجدها أدموند هوسرل، هي قصدية الوعي أي أن الوعي يتجه دائمًا إلى موضوع، أي أنه يؤكد مقولة أنه لا يوجد موضوع من دون ذات، كما يؤكد المنهج الظاهراتي على الامتناع عن الحكم فيما يتعلق بالواقع الموضوعي وعدم تجاوز حدود التجربة المحضة «الذاتية» ويؤكد على عدم اعتبار موضوع المعرفة موضوعًا واقعيًا تجريبيًا واجتماعيًا بل مجرد وعي مفارق «أي أنه مستقل عن التجربة والمعرفة المحددة أي ميتا فيزياء»، إلا أن ظاهرية باشلار ولاسيما في دراسته للخيال الشعري (أي المرحلة الثانية من حياته) ليست متشددة إلى هذه الدرجة، فهو خلافاً للظاهراتية التقليدية يرى أن هنالك واقعًا موضوعيًا له شروط موضوعية تصلح قوانين العلم لدراسته، وربما تكمن ميزة باشلار الرئيسة وجاذبية فكرة في امتلاكه ذهناً حرًا لا تقيده أي من المواصفات سواء في اختيار موضوعاته أم في معالجاته. فبعد أن اهتم بفلسفة العلوم في الجزء الأول من حياته نراه يتحول إلى دراسة التخيل الشاعري وفلسفة الجمال والفن، إذ ابتدأها مع (التحليل النفسي للنار) عام 1937 –كما ذكرنا– ثم (الماء والأحلام) عام 1941 ثم (الهواء والرؤى) ثم (التراب وأحلام الإرادة والتراب وأحلام الراحة) عام 1947 ثم (جماليات المكان) عام 1957 ثم كتابه الأخير (شاعرية أحلام اليقظة) عام 1960. لقد أصبح الموضع الرئيس عند باشلار في الجزء الثاني من حياته، هو التخيل أو عمل المخيلة بعد أن كان العقل، وأصبح يسعى إلى القيام بدراسة فلسفية شاملة للإبداع الشعري، واستسلم لدافع لا يقاوم للتواصل مع القوى التي تخلق المعرفة لا التي تُحَصِّلها، والمجال الوحيد الذي يأمل أن يرى فيه تلك القوى وهي تعمل هو الشعر، لذلك كتب مجموعة الكتب في الجزء الثاني من حياته طبق فيها منهجه هذا.
ان أحد أهم الأسباب التي تدعونا للاهتمام بـ (باشلار) هي اهتمامه بالإبداع الشعري والجمالي عمومًا، بل وعَدِّهِ التخيل الشعري ذا أهمية فلسفية كبيرة، ولعل في كتابه الأخير بالذات أي: (شاعرية أحلام اليقظة) دعوة كبيرة إلى التخلص من جميع القيود التي تحدّ من تذوقنا للإبداع عمومًا وللشعر خصوصًا. وباشلار هنا يتجاوز جميع نظريات التحليل النفسي للأدب والنظريات البنيوية وما بعدها، والتي انتشرت عندنا واحتلت مكانة كبيرة في قراءاتنا، كما أنه يخلصنا من رداءة القراءات التقليدية، يذكر أحد النقاد الفرنسيين أن أفكار باشلار ستحظى بأهمية أكبر في المستقبل.
إن المهم في فلسفة باشلار؛ هو أن تظل ذا شخصية مفتوحة على العالم والقراءة، ويظهر الإنسان في كتابه (شاعرية أحلام اليقظة) وهو يبدع ويخلق، يظهر بصفته منبعاً وموقظاً لعوالم، سواء كانت عوالم العلوم أم عوالم الفنون، والكائن الذي يواجه جميع التحديات، لاسيما تحدي اللحظة، بالإبداع والاختراع، الكائن الذي يناضل ضد نوم العالم وضد غفلته. «نحن نعيش في عالم نائم علينا أن نوقظه بواسطة الحوار مع الآخرين، وما إيقاظ العالم إلا شجاعة الوجود بأن نوجد ونعمل ونبحث، نخترع، نبدع، نخلق»

## مؤلفاته
أهم مؤلفاته في مجال فلسفة العلوم هي: (بالفرنسية: Gaston Bachelard)
- العقل العلمي الجديد / 1934
- تكوين العقل العلمي / 1938
- العقلانية والتطبيقية / 1948
- المادية العقلانية / 1953

## روابط خارجية
- غاستون باشلار على موقع الموسوعة البريطانية (الإنجليزية)
- غاستون باشلار على موقع ميوزك برينز (الإنجليزية)
- غاستون باشلار على موقع ديسكوغز (الإنجليزية)